# Tunnel van Hoei-Zuid
De tunnel van Hoei-Zuid is een spoortunnel in Hoei. De tunnel heeft een lengte van 75 meter en een breedte van 8 meter. De enkelsporige spoorlijn 126 gaat door deze tunnel.
De tunnel ligt op de rechteroever van de Maas in het verlengde van de Pont de fer (spoorbrug over de Maas) en gaat door de Mont Picard. De spoorlijnbedding tussen station Hoei-Zuid en station Statte is echter wel voorzien voor dubbelspoor, maar dit werd nooit aangelegd omdat er geen economische reden toe was.
In Hoei ligt nog een tweede spoortunnel, op spoorlijn 125 op de linkeroever van de Maas.